# Wojna Arduina z Henrykiem II
Wojna Arduina z Henrykiem II toczyła się w północnych Włoszech w latach 1004–1014. 
Zaczęła się, gdy król niemiecki Henryk II postanowił odzyskać Lombardię, w której od 1002 roku panował Arduin. Wojska niemieckiego władcy najechały północne Włochy, pobiły wojska Arduina i zajęły Padwę. W zdobytym mieście Henryk II koronował się na króla Lombardii. Podczas uroczystości doszło do walk między mieszczanami i żołnierzami świeżo upieczonego władcy Lombardii. W ich efekcie miasto zostało prawie całkowicie zniszczone. Po koronacji Henryk musiał powrócić do Niemiec, co wykorzystał - uznający się wciąż za prawowitego władcę Lombardii - Arduin, który przy pomocy włoskich wielmożów podjął działania zbrojne przeciwko popierającym Henryka II biskupom. Henryk powrócił do Włoch i w 1013 stłumił rewoltę w Rzymie, która wybuchła w wyniku działań Arduina. 14 lutego 1014 papież powołał Henryka na cesarza Świętego Cesarstwa Rzymskiego. Arduin w tym czasie zdobył Vercelli (na zachód od Mediolanu) i rozpoczął oblężenie Novary i Como. Siły cesarza zwyciężyły jednak jego wojska, a sam Arduin schronił się w klasztorze Fruttuaria, gdzie zmarł w 1015 roku.